# Marten Imandi
Marten Imandi, född 13 april 1954, är en palestinsk-född svensk medborgare dömd för terroristbrott i Danmark 1985.

## Biografi
Imandi tillsammans med egyptiern Abu Talb och de två palestinska bröderna Mahmoud och Moustafa al-Mougrabi placerade 1985 ut ett antal gödselbomber fyllda med spik i Köpenhamn och Amsterdam. En bomb var placerad vid flygbolaget Northwest Orient Airlines kontor nära Tivoli i Köpenhamn där en person dödades och mer än 20 skadades. En andra bomb var placerad vid judiska synagogan i Köpenhamn, där sju personer skadades, och en tredje vid det israeliska flygbolaget El Al i Amsterdam. Ingen skadades i de explosionerna. Alla åtalade frikändes för en fjärde attack i Stockholm den 7 april 1986. Den 22 december 1989 dömdes Imandi och Talb i Sverige till livstids fängelse för mord. Bröderna dömdes till sex respektive ett års fängelse. Idag hade gärningen bedömts som terroristbrott, men det brottet infördes i svensk lag först 2003.
Den 9 maj 1991 rymde Imandi från Kumlafängelset i sällskap med Ioan Ursuț. De båda var placerade på anstaltens säkerhetsavdelning. Imandi infångades efter fem dagar utanför Arboga.
År 2007 beslutade Örebro tingsrätt om att omvandla Imandis livstidsstraff till 30 års fängelse vilket innebar att han kunde friges villkorligt efter avtjänat två tredjedelar av sitt straff. Fram till 2007 hade Imandi haft regelbundna permissioner i åtta år. Imandi frigavs 2009.